# 唧筒座AG
唧筒座AG ，也稱為HD 89353和 HR 4049，是顆位於唧筒座的前漸近巨星分支恆星。一顆非常貧金屬星，它被富含幾種分子的一層厚厚聯星拱星盤環繞著，視星等5.53等，在理想的條件下隨時都可以用裸眼看見這顆恆星。這顆恆星的距離大約是813秒差距（2,650光年），已經被證實是聯星 ；然而，像許多單獨的特殊恆星一樣，這顆恆星有著獨特的頻譜。這顆恆星基於其巴耳末系的譜線，是顆藍超巨星，實際上它是顆位於前漸近巨星分支階段的老年低質量恆星。這顆恆星正在進行激烈的質量損失，唯一改變的是在5.29和5.83星等間，以429天的週期改變光度。

## 外部連結
- The Spatial Distribution of Grains Around the Dual Chemistry Post-AGB Star
- Synthetic post-AGB evolution
- Non-linear radiative models of post-AGB stars: Application to HD 56126
- Post-AGB stars as testbeds of nucleosynthesis in AGB stars
- The post-AGB evolution of AGB mass loss variations